# سه قطره خون (مجموعه داستان)
سه قطره خون نام مجموعه داستانی از صادق هدایت است که در سال ۱۳۱۱ چاپ شد. این مجموعه شامل یازده داستان کوتاه است. برخلاف خط زمانی خطی که غالباً در داستان‌های رئالیسم اجتماعی هدایت یافت می‌شود، مرزهای گذشته و حال در سه قطره خون اغلب مبهم است و واقعیت و رؤیا در صحنه‌ها، تصاویر و وقایع گوناگون همدیگر را منعکس می‌کنند. این داستان اغلب پیش‌درآمدی برای بوف کور در نظر گرفته می‌شود و تمرینی با سبک روایی ناپیوسته و تکنیک‌های ادبی مدرن غربی که در بوف کور به اوج خود رسید.

## پیش‌نویس کتاب
دیروز بود که اتاقم را جدا کردند، آیا همان‌طوری که ناظم وعده داد من حالا به‌کلی معالجه شده‌ام و هفتهٔ دیگر آزاد خواهم شد؟ آیا نا خوش بوده‌ام؟ یکسال است، در تمام این مدت هرچه التماس می‌کردم کاغذ و قلم می‌خواستم بمن نمی‌دادند. همیشه پیش خودم گمان می‌کردم هر ساعتی که قلم و کاغذ بدستم بیفتد چقدر چیزها که نخواهم نوشت… ولی دیروز بدون اینکه خواسته باشم کاغذ و قلم را برایم آوردند. چیزی که آنقدر آرزو می‌کردم، چیزی که انتظارش را داشتم… !اما چه فایده… از دیروز تا حالا هرچه فکر می‌کنم چیزی ندارم که بنویسم. مثل اینست که کسی دست مرا می‌گیرد یا بازویم بی‌حس می‌شود. حالا که دقت می‌کنم مابین خطهای درهم و برهمی که روی کاغذ کشیده‌ام تنها چیزی که خوانده می‌شود اینست:
((سه قطره خون.))

## داستان‌ها
- «سه قطره خون»
- «گرداب»
- «داش‌آکل»
- «آینهٔ شکسته»
- «طلب آمرزش»
- «لاله»
- «صورتک‌ها»
- «چنگال»
- «مردی که نفسش را کشت»
- «محلل»
- «گجسته دژ»